# Fabian-und-Sebastian-Kirche (Sülze)
Die Fabian-und-Sebastian-Kirche in Sülze ist eine Kirche der evangelisch-lutherischen Kirchengemeinde Sülze im Kirchenkreis Soltau der Evangelisch-Lutherischen Landeskirche Hannover.

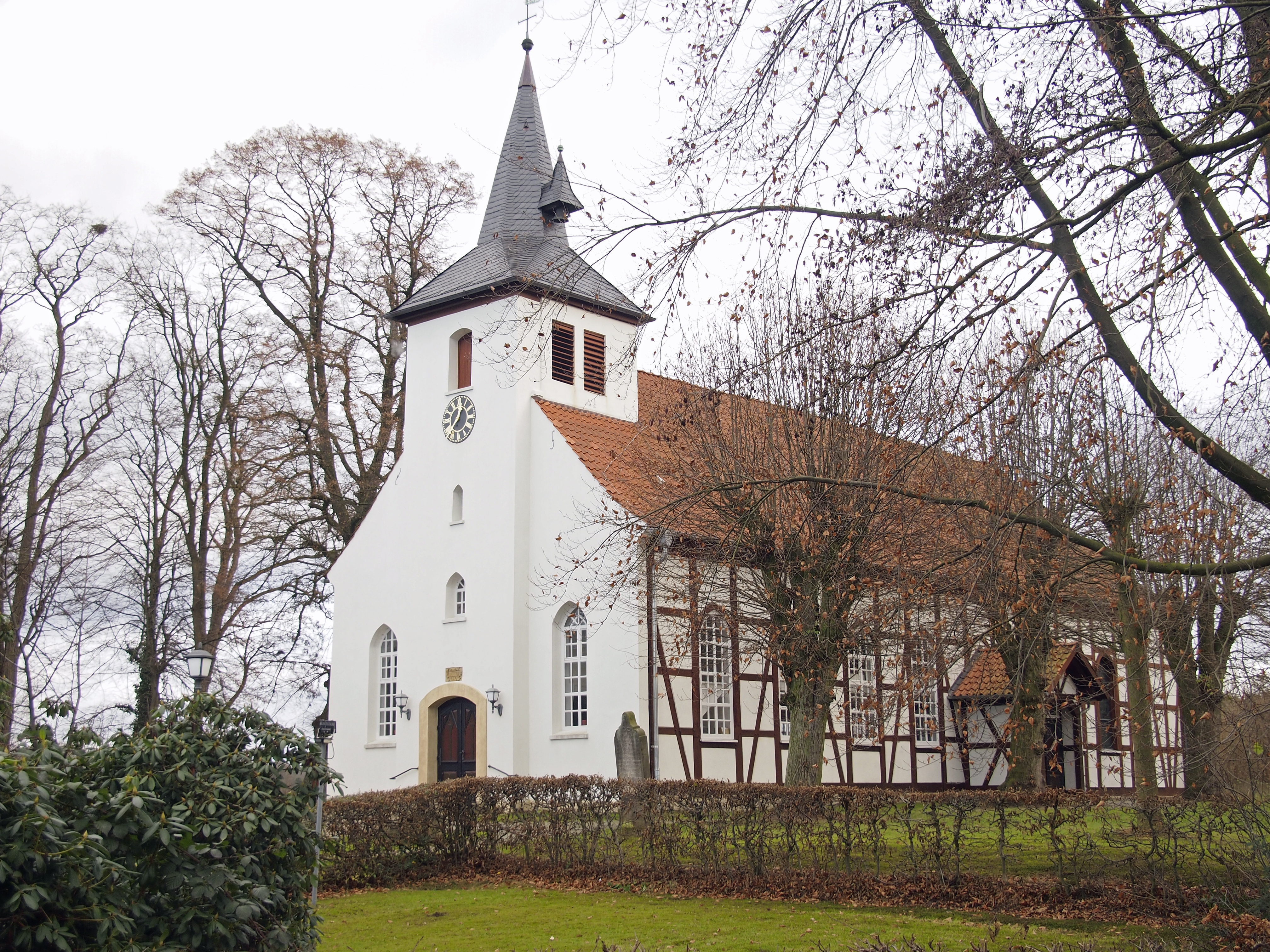
Die 1754 gebaute Fabian-und-Sebastian-Kirche in Sülze

## Geschichte der Gemeinde
Die Dörfer des heutigen Kirchenspiels Sülze gehörten seit dem hohen Mittelalter zur Lamberti-Gemeinde in Bergen. Die schlechten Wegeverhältnisse und die daraus resultierende schlechte Erreichbarkeit der Bergener Kirche führte um das Jahr 1475 auf Betreiben des Celler Herzogs Friedrich dem Frommen zum Bau einer den Heiligen Fabian und Sebastian geweihten Kapelle in Sülze. Anfangs war diese jedoch noch nicht mit einer eigenen Pfarrstelle ausgestattet, sondern wurde vom Bergener Pfarrer mitbetreut, der einmal wöchentlich zur Messe kam. 1502 kam es zu einer Kirchenstiftung durch die Brüder Carsten und Otto von Harling und die Everser Witwe Gesche Vlothwedel. Eine größere Summe, welche zwei Jahre später noch einmal aufgestockt wurde, wurde mit Genehmigung des Bischofs Heinrich von Minden und des [derzeitigen] Kirchenherren zu Bergen zu Händen des Klosters St. Michaelis in Lüneburg angelegt und von den Zinsen eine eigene Pfarrstelle eingerichtet. In der im Jahre 1504 ausgestellten Stiftungsurkunde wird auf die Pflichten des Pfarrers, sowie auf die Rechte der St.-Lamberti-Gemeinde, dieser war die Sülzer Kirche weiterhin zugeordnet, und die Rechte der Patronatsfamilie von Harling detailliert eingegangen. So musste der neue Pfarrer in Sülze wohnen, drei Messen in der Woche halten und Fürbittengebete für die Patronatsfamilie leisten. Die Rechte der Kirchenpatrone bestanden im Wesentlichen aus dem Recht der Bestellung der Kirchenvorsteher und Opferleute, die Belehnung der zur Pfarre gehörenden Höfe und Abnahme der Kirchenrechnungen. Die Rechte der Bergener Kirche blieben bis zu einem Vergleich im Jahre 1645 bestehen. Wann in der Gemeinde Sülze genau die Reformation eingeführt wurde, lässt sich nicht mit Bestimmtheit sagen, jedoch kann von einer Annahme der neuen Lehre spätestens im Jahre 1529 ausgegangen werden. Zusätzlich zu den Orten Eversen und Sülze kamen 1725 Altensalzkoth, 1869 Huxahl, Lindhorst und Diesten, 1927 Feuerschützenbostel, 1963 Kohlenbach, 1971 Hassel sowie 2001 Miele und Rehwinkel zur Kirchengemeinde Sülze.
Heute finden neben dem sonntäglichen Gottesdienst zahlreiche Angebote statt. So gibt es Musikgruppen, Chöre, Bibelkreise und verschiedene Angebote für Jugendliche. Die Pastorenstelle ist seit 2024 vakant.

## Kirchenbauten

### Erste Kapelle aus dem Jahre 1475
Die erste Kapelle in Sülze wurde um das Jahr 1475 auf Initiative des Celler Herzoges Friedrich dem Frommen gebaut. Der genaue Standort dieser Kirche ist nicht überliefert. Anfang des 17. Jahrhunderts musste die Kapelle wegen Baufälligkeit abgerissen werden.

### Neubau im beginnenden 17. Jahrhundert
Anfang des 17. Jahrhunderts wurde eine neue Kirche, unter der Leitung des Amtsmannes Carl Dietrichs, in Fachwerkbauweise gebaut. Ein Glockenturm wurde erst nach Fertigstellung der Kirche, etwas abseits stehend von dieser, um das Jahr 1624 gebaut. Aufgrund eines Absackens der Grundfundamente und Vermoderung der Grundschwellen war diese jedoch Mitte des 18. Jahrhunderts wieder baufällig. Ein 1745 eingeholtes Gutachten legte einen Neubau nahe, sodass geplante Renovierungsmaßnahmen abgebrochen und ein Neubau geplant wurde.

### Bau der heutigen Kirche im Jahr 1754
Kirchengebäude

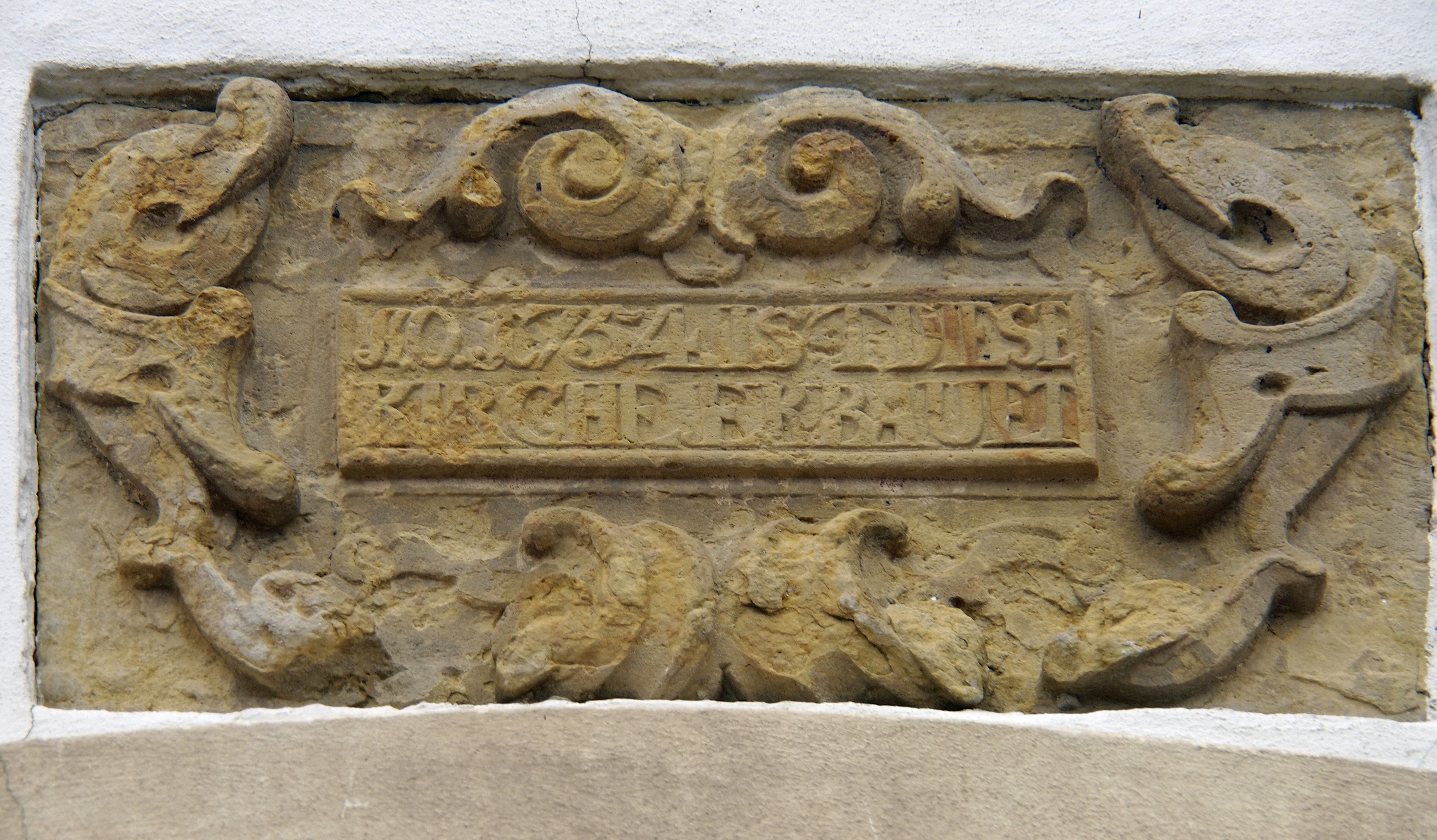
Inschrift über dem Eingang

1753 wurde zwischen dem Pastor, dem Kirchenvorstand und dem Patronat eine Einigung über die Notwendigkeit eines Kirchenneubaus erzielt. Parallel zur Kirche sollte auch ein neuer Glockenturm gebaut werden, der jedoch nicht, wie bis dato, getrennt von der Kirche stehen, sondern in das Gebäude integriert werden sollte. Um die Finanzierung des Neubaus sicherzustellen, wurde Bittgesuche bei verschiedenen Stellen eingereicht. So wurde bei der königlichen Kammer um Eichenholz angefragt, ein Antrag auf Genehmigung einer Kollekte an die Landeskirche gestellt und die Hofbesitzer der Kirchengemeinde um Zusage von Spenden und Arbeitsleistungen gebeten. Ende Januar 1754 war die Finanzierung des Neubaus sichergestellt, so dass die wesentlichen Bauarbeiten im Dezember 1754 fertiggestellt und die Kirche eingeweiht werden konnte. 1897 fanden Baumaßnahmen statt, bei denen das Kirchenschiff von ursprünglich 19,3 Meter auf heute 27 Meter verlängert wurde. In den Jahren 1932 und 1954 wurden zudem umfangreiche Renovierungsmaßnahmen durchgeführt. In den Jahren 2007 und 2008 wurden weitere umfangreiche Sanierungsmaßnahmen durchgeführt. Dabei wurde das Ständerwerk und die Gefache erneuert, der Kirchturm neu eingedeckt. Der Fußboden wurde komplett erneuert und in diesem Zusammenhang mit einer Fußbodenheizung und einer versenkbaren Bühne versehen.

## Ausstattung
Kanzelaltar

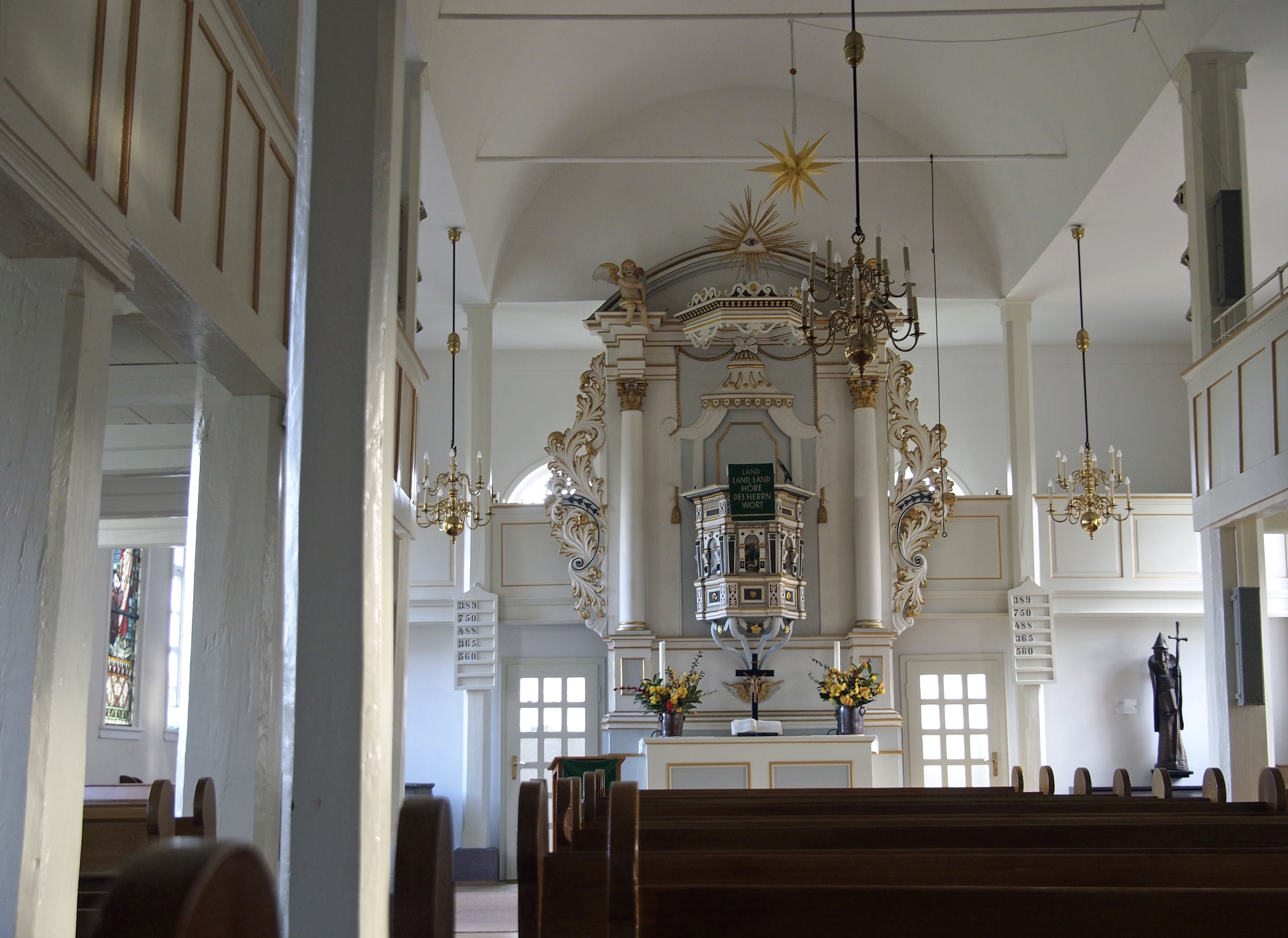
Innenraum mit Kanzelaltar

Die Kanzel stammt aus dem 17. Jahrhundert und war schon in der zweiten Sülzer Kirche vorhanden. Beim Neubau 1754 wurde sie mit einer neuen Altarwand zu einem sogenannten Kanzelaltar, das heißt einer baulichen Verbindung von Altar und Kanzel, zusammengebaut. In den Arkadenfüllungen der sechseckigen Kanzel befinden sich Ölbilder der Evangelisten Lukas, Markus und Matthäus. Über der Kanzel befinden sich ein Strahlenkranz mit dem Auge Gottes und eine geschnitzte Taube, welche als Symbol für den Heiligen Geist steht.
Heiligenskulpturen
Links und rechts des Altars befinden sich Skulpturen der Namenspatrone Fabian und Sebastian. Die 1,09 Meter große Figur des Sebastians stammt aus dem späten 15. Jahrhundert und wurde aus Eichenholz geschnitzt. Sowohl die ursprünglich vorhandenen Pfeile, als auch ein Unterarm und eine Hand fehlen. Die Bemalung ist nur noch teilweise erhalten geblieben. Die Figur des heiligen Fabian stammt aus dem Jahre 2000 und wurde, ebenfalls aus Eichenholz, von Erich Klages angefertigt.
Gemälde
In der Kirche sind zahlreiche Gemälde früherer Pastoren vorhanden, darunter Bildnisse aus dem frühen 17. Jahrhundert.
Taufstein
Der aus Sandstein gefertigte Taufstein stammt aus dem Jahre 1608 und wurde von dem Bauherren der zweiten Sülzer Kirche, dem Amtsmann Carl Dietrichs, gespendet. 1898 wurde der Taufstein durch einen neugotischen Stein ersetzt, jedoch im Zuge der Renovierung 1966 wieder in der Kirche aufgestellt.

### Orgel

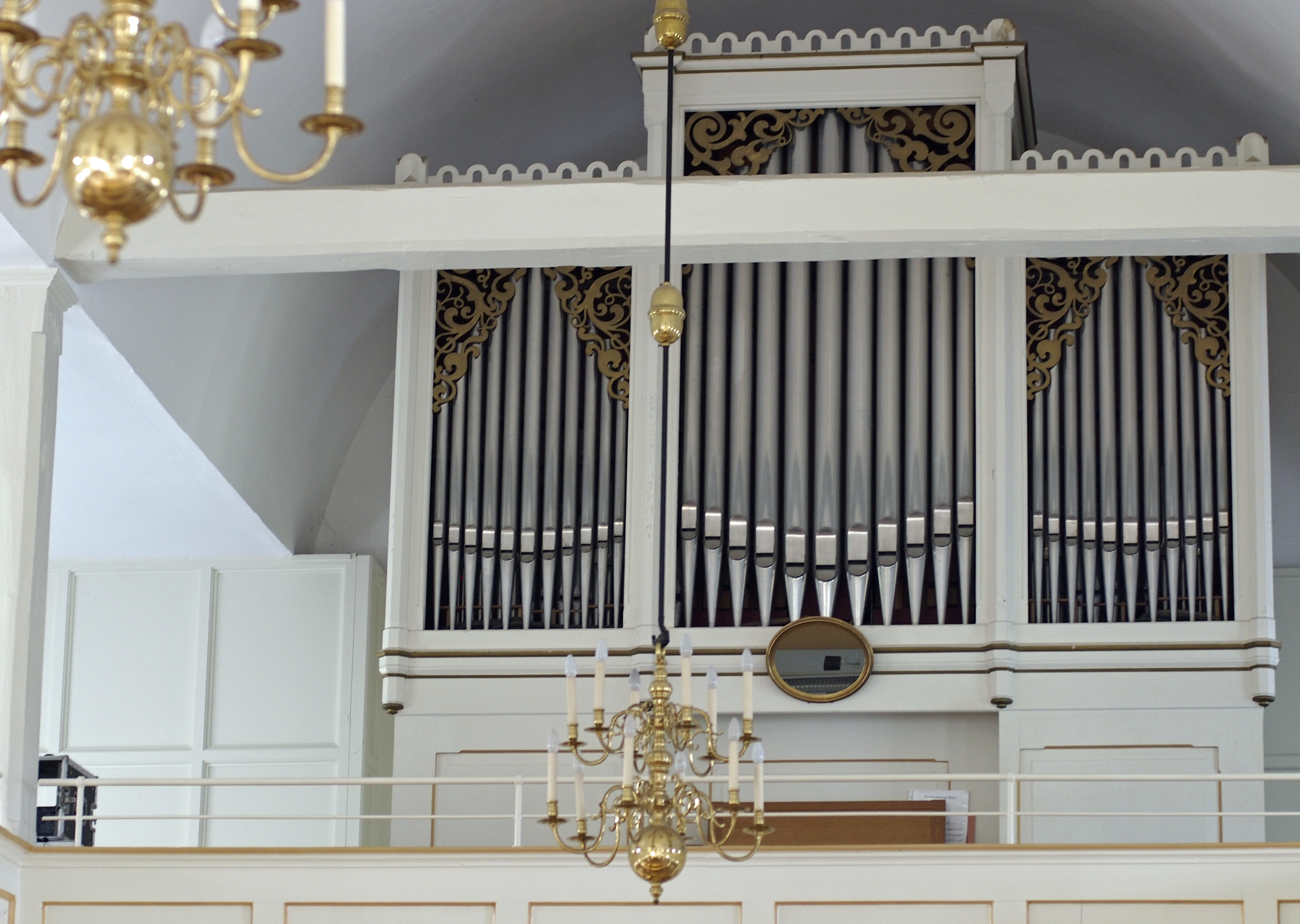
Orgel

Die erste Orgel wurde 1820 in die Kirche eingebaut. Der noch heute vorhandene Prospekt und das Gehäuse stammen vom Orgelbauer Georg Breust aus Goslar. Im Stil des Klassizismus wurde es 1864 im Zusammenhang mit einem romantischen Orgelneubau (15II+P) erstellt und von den nachfolgenden Orgelbauern verwendet. Auch das Gemshorn 4′ stammt offensichtlich noch aus dieser Zeit. Die heutige Orgel wurde von der hannoverschen Firma Emil Hammer Orgelbau gebaut und im Jahre 1986 eingeweiht. Das Instrument hat 16 Register auf zwei Manualwerken und Pedal.
| I Hauptwerk C–g3 |            |       |
| 1.               | Principal  | 8′    |
| 2.               | Gedackt    | 8′    |
| 3.               | Oktave     | 4′    |
| 4.               | Nassat     | 2 ⁄3′ |
| 5.               | Schwiegel  | 2′    |
| 6.               | Mixtur III | 1 ⁄3′ |
| 7.               | Trompete   | 8′    |

| II Nebenwerk C–g3 |                 |       |
| 8.                | Rohrflöte       | 8′    |
| 9.                | Gemshorn        | 4′    |
| 10.               | Principal       | 2′    |
| 11.               | Sifflöte        | 1 ⁄3′ |
| 12.               | Sesquialtera II |       |

| Pedalwerk C–f1 |             |     |
| 13.            | Subbass     | 16′ |
| 14.            | Oktavbass   | 8′  |
| 15.            | Gedacktbass | 8′  |
| 16.            | Oktavbass   | 4′  |

### Glocken
Eine erstmalige Erwähnung der Glocken datiert auf das Jahr 1593, als eine Glocke der Kirche an die St.-Lamberti-Kirche zu Bergen verkauft wurde. 1785 barst die nunmehr einzige Glocke unbekannten Gussjahrs und wurde vom Glockengießer Johann Meyer in Celle umgegossen. Im Dezember 1928 bekam jedoch auch diese Glocke einen Riss, sodass 1930 von der Firma M. & O. Ohlsson in Lübeck ein Neuguss angefertigt wurde. 1964 ließ man eine zweite Glocke in Auftrag geben; auch die Uhrglocke wurde erneuert, nachdem die gusseiserne Vorgängerglocke abgestürzt war.

## Pfarrhaus und das Gemeindehaus
Das heutige Pfarrhaus wurde Ende des 18. Jahrhunderts auf Initiative des damaligen Pastors Heinrich Schulze, der jedoch wenige Jahre später an Schwindsucht starb und die Fertigstellung des neuen Pfarrhauses nicht mehr erlebt hat, gebaut. Das Gemeindehaus, in dem der Konfirmandenunterricht und andere Angebote der Kirche stattfinden, wurde 1939, nachdem der Vorgängerbau wegen Baufälligkeit abgerissen werden musste, gebaut.

## Friedhof

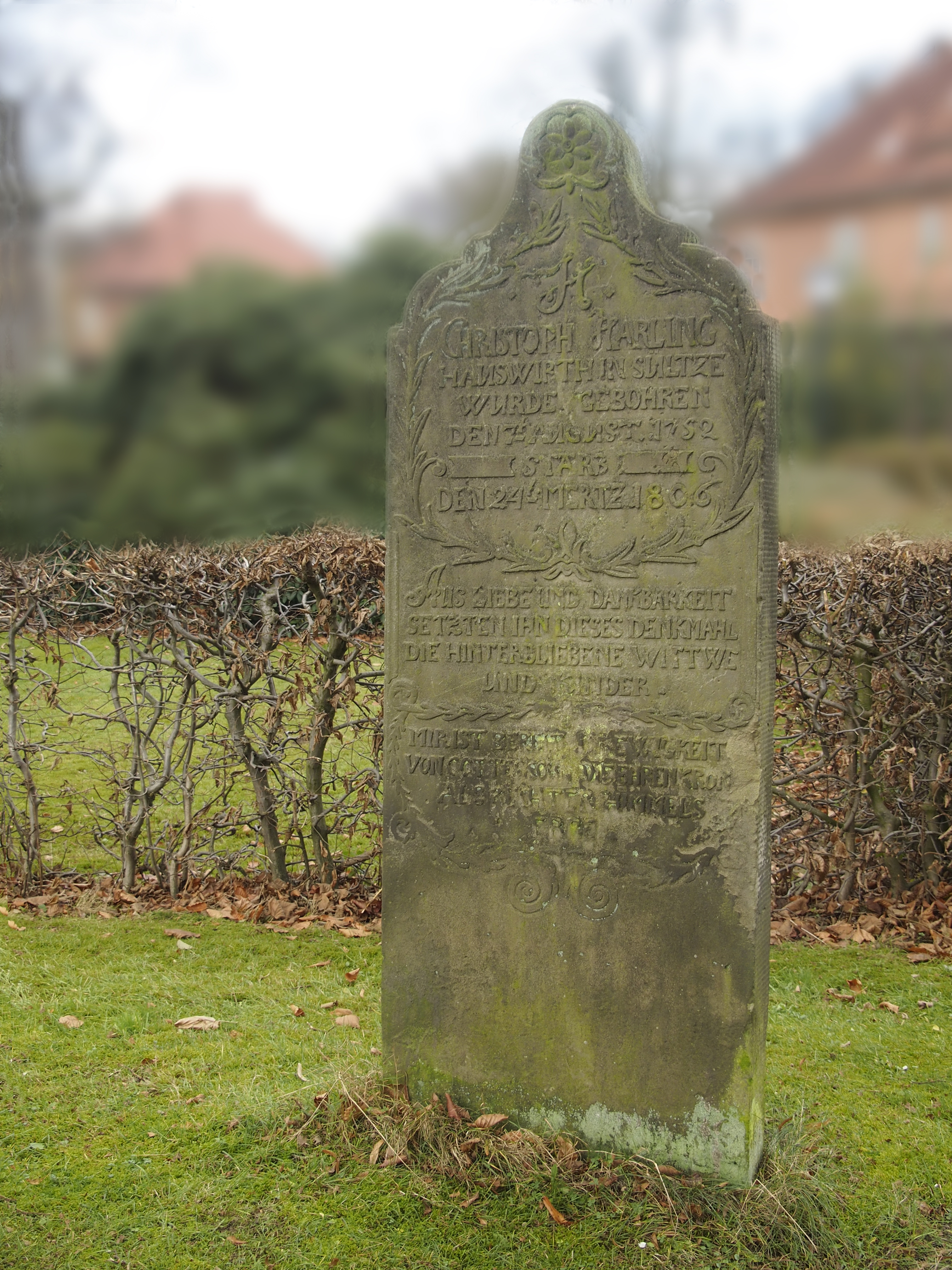
Alter Grabstein von 1806

Seit dem zweiten Kirchenbau im 17. Jahrhundert wurde eine unmittelbar an die Kirche angrenzende Fläche als Friedhof genutzt. Aufgrund Platzmangels wurde in den 20er Jahren des 19. Jahrhunderts die Neuanlage einer Begräbnisstätte notwendig. Nach längerer Suche fiel die Wahl auf am Ortsausgang nach Eversen gelegene Grünflächen und 1825 wurde das erste Begräbnis auf dem neuen Friedhof durchgeführt. Im Lauf der folgenden Jahrzehnte wurden mehrfach Erweiterungen des Friedhofs notwendig. Im Zuge der Erweiterung des Kirchenschiffes wurde das Patronatsbegräbnis in der Kirchengruft zur Disposition gestellt. Gegen Zuteilung einer Erbbegräbnisfläche verzichteten die beiden Linien der Familie von Harling auf ihr Begräbnisrecht in der Kirche. 1965 wurde eine (1974 und 1991 erweiterte) kleine Kapelle auf dem Friedhof fertiggestellt, so dass seitdem die Trauerfeiern nicht mehr, wie bis in die 1960er Jahre üblich, in der Kirche, sondern in der Friedhofskapelle stattfinden.